# Агабейяли
Ахабекаландж (вірм. Աղաբեկալանջ), Ахабейяли (азерб. Ağabəyyalı) — село у Мартакертському районі Нагірно-Карабаської Республіки. Село розташоване на трасі «Північ-Південь» за 2 км на захід від міста Мартакерта, за 3 км на північ від села Неркін Оратаг та за 4 км на схід від села Мохратаг.